# Peter Obi
Peter Gregory Obi, né le 19 juillet 1961, est un homme d’affaires et homme politique nigérian. Il est candidat à l'élection présidentielle de 2023 mais est battu par Bola Tinubu au premier tour. Il est gouverneur de l'État d'Anambra à plusieurs reprises de 2006 à 2014.

## Biographie
Peter Obi est né le 19 juillet 1961 à Onitsha. Il fréquente le Christ the King College, à Onitsha, où il termine ses études secondaires. Il est admis à l'université du Nigeria à Nsukka en 1980 et obtient un BA en philosophie en 1984.
Obi exerce ses fonctions de gouverneur de l'État d'Anambra du 17 mars au 2 novembre 2006, date à laquelle il est destitué par l'assemblée locale, et du 9 février au 29 mai 2007, après l'annulation de sa destitution par la justice.
Bien que de nouvelles élections aient eu lieu le 29 avril 2007, il est renommé gouverneur le 14 juin 2007, à la suite d’une décision de justice l’autorisant à remplir un mandat de quatre ans,. 
En octobre 2021, son nom est cité dans les Pandora Papers.

### Élection présidentielle de 2019
Le 12 octobre 2018, il est nommé colistier du « candidat libéral et pro-business » Atiku Abubakar pour l'élection présidentielle de 2019,. 
Pendant la campagne, il s'oppose à la création d'un salaire minimum national, déclarant : « Je ne crois pas que quelqu'un à Lagos devrait gagner la même chose que quelqu’un qui est [...] dans l'État d'Anambra ou quelqu’un à Maiduguri ». 

### Élection présidentielle de 2023
Obi se retire des primaires du PDP pour l'investiture pour l'élection présidentielle de 2023.
Il rejoint alors le Parti travailliste et en devient le candidat à l'élection présidentielle. Son colistier est Yusuf Datti Baba-Ahmed (en), de l'État de Kaduna. Sa candidature attire l'intérêt des médias occidentaux qui le présentent comme le « candidat de la jeunesse et des élites urbaines » ou le « Macron nigérian »,,.
Obi termine 3e au niveau national avec près de 25 % des voix, derrière Bola Tinubu et Atiku Abubakar. Sur les 25 millions de votants, Obi obtient 6,1 millions de voix. Il réussit à l'emporter à Abuja, la capitale, et surtout à Lagos, la ville la plus peuplée du pays et fief de Tinubu. Lors du dépouillement des résultats, les partis d'Abubakar et Obi dénoncent des fraudes, critiquent la Commission électorale nationale indépendante (INEC) et demandent l'annulation du scrutin. Obi et Abubakar annoncent leur intention de contester le résultat de l'élection devant la justice,.

## Vie privée
Obi s'est marié à Margaret Brownson Usen en 1992 et ils ont ensemble deux enfants : Gabriella Nwamaka Frances Obi et Gregory Peter Oseloka Obi.
Peter Obi appartient à l'ethnie igbo et est de confession catholique.